# Пономаренко Сергій Олександрович
Сергі́й Олекса́ндрович Пономаре́нко (10 вересня 1982 — 2 серпня 2015) — молодший сержант Збройних сил України, учасник російсько-української війни.

## З життєпису
Народився 1982 року в селі Павлиш Кіровоградської області.
В часі війни — молодший сержант, військовослужбовець 2-го окремого мотопіхотного батальйону 30-ї окремої механізованої бригади.
2 серпня 2015-го повертаючись з бойових позицій у селищі Луганське, потрапив під мінометний вогонь противника та від отриманих поранень загинув. Тоді ж загинув молодший сержант Ігор Правосудько, ще 13 вояків зазнали поранень.
6 серпня 2015-го похований в селі Павлиш Онуфріївського району.

## Нагороди та вшанування
За особисту мужність, сумлінне та бездоганне служіння Українському народові, зразкове виконання військового обов'язку відзначений — нагороджений
- орденом «За мужність» ІІІ ступеня (1.3.2016, посмертно)[1]